# Міжнародна спілка геодезичних і геофізичних наук
Міжнаро́дна спі́лка геодези́чних і геофізи́чних наук (МСГГН чи МГГС — Міжнародний геодезичний та геофізичний союз, англ. The International Union of Geodesy and Geophysics (IUGG)) – неурядова організація, що об'єднує національні спілки геодезичних і геофізичних наук. Заснована 1919 року. Входить до складу Міжнародної ради наукових спілок. 

## Структура
Генеральна асамблея скликається раз на чотири роки. У проміжку між асамблеями працюють бюро, виконавчий комітет, асоціації і комітети.
Із 2015 року постійним органом керівництва між асамблеями стала рада (англ. Council), яку до того обирали лише на час проведення Генеральної асамблеї.